# Provençale (race caprine)
Pour les articles homonymes, voir Provençale.

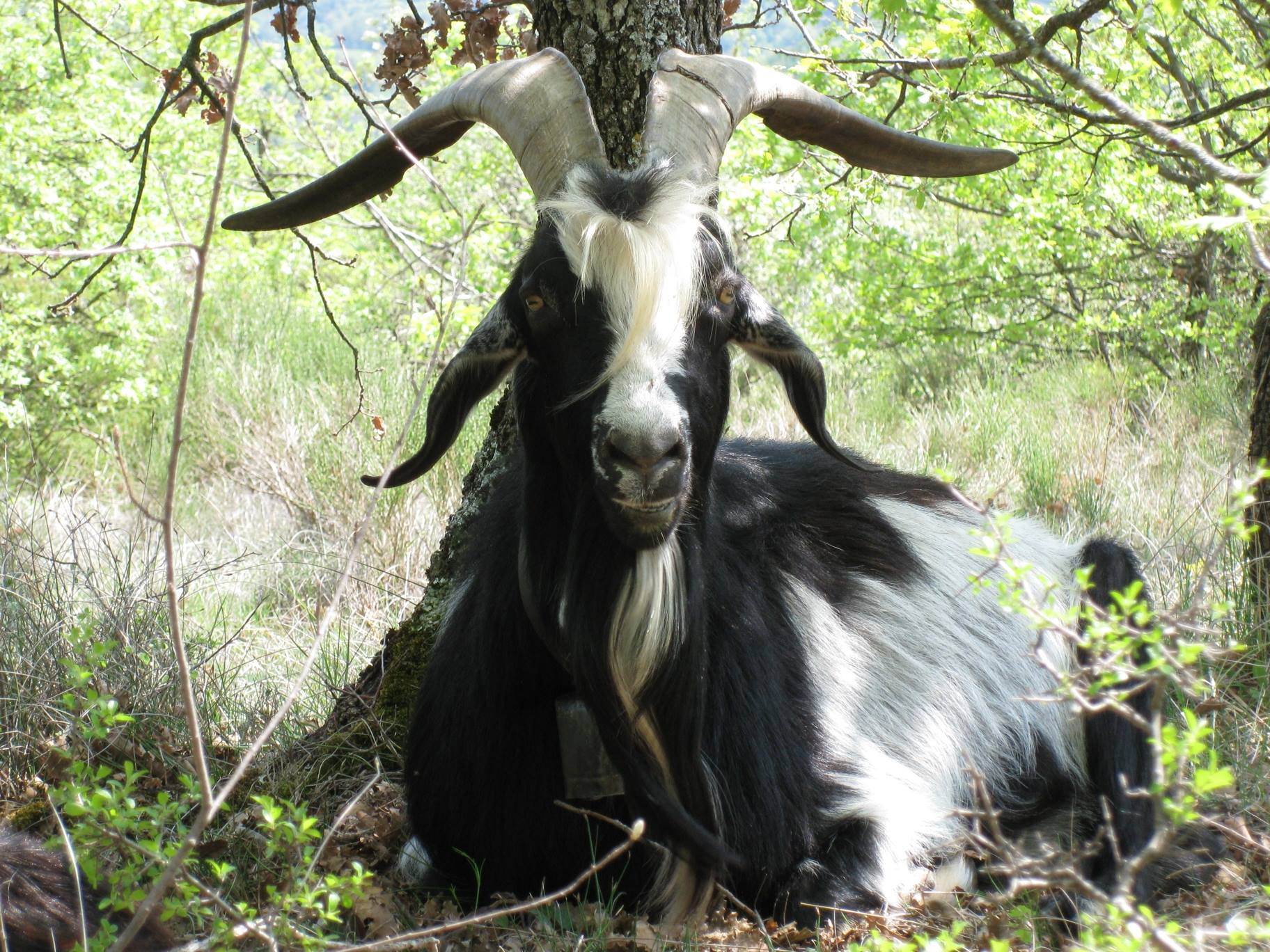
Bouc Provençal, Alpes de Haute Provence

La chèvre commune provençale est une race caprine française. On parlera toutefois plus de "population", aucun standard de race n'ayant été à ce jour mis en place afin de préserver un maximum de diversité génétique. Son berceau d'origine se situe dans la « Provence des collines ». Elle ne doit être confondue ni avec la chèvre du Rove qui est originaire de la Basse Provence, autour du delta du Rhône, ni avec la chèvre de la Roya, dans les Alpes-Maritimes. Sa grande variabilité génétique lui confère une adaptabilité et une rusticité remarquables. Cette chèvre est avant tout une bonne laitière qui exprime particulièrement son potentiel par la valorisation des parcours méditerranéens à base de chêne blanc, chêne vert et d'aphyllanthe de Montpellier, au sein de systèmes extensifs avec peu d'apport de concentré à l'auge. Elle a été reconnue « race à petit effectif ». En 2009, on dénombre environ 1 000 femelles pures réparties chez une vingtaine d'éleveurs spécialisés. L'avenir de la race est incertain et fragile. Elle est aujourd'hui emblématique de l'AOC Banon.

## Histoire
La provençale est originaire, comme son nom l'indique, de Provence, et plus précisément de la « Provence des collines ». Elle restait dans l'élevage toute l'année, et ne suivait pas les troupeaux ovins transhumants dans les estives comme c'était le cas de la chèvre du Rove, ou dans le massif pyrénéen de la pyrénéenne. Elle était tout de même associée à la production ovine, occupant généralement une place secondaire dans des élevages de moutons, valorisant les rebuts de ces derniers et fournissant du lait qui était transformé en fromage destiné à être consommés par l'éleveur. Parfois, le surplus de fromages était vendu sur les marchés. Du fait de sa place secondaire, ce sont souvent les femmes et les enfants qui s'occupaient des chèvres dans les élevages.
Cette race est fortement menacée à partir des années 1970 et 1980 par la diminution régulière de ses effectifs, et en 1990, on ne recense pas plus de 200 chèvres provençales de race pure. C'est alors qu'une association d'éleveurs passionnés est créée pour la sauvegarder. Le programme de sauvegarde soutenu par celle-ci semble porter ses fruits petit à petit, et même si la race n'est pas encore sauvée, on compte aujourd'hui un peu plus de 1 000 animaux répartis dans environ 20 élevages. Ces effectifs qui réaugmentent ont permis à la race d'être officiellement reconnue par le ministère de l'agriculture au début des années 2000.

## Description

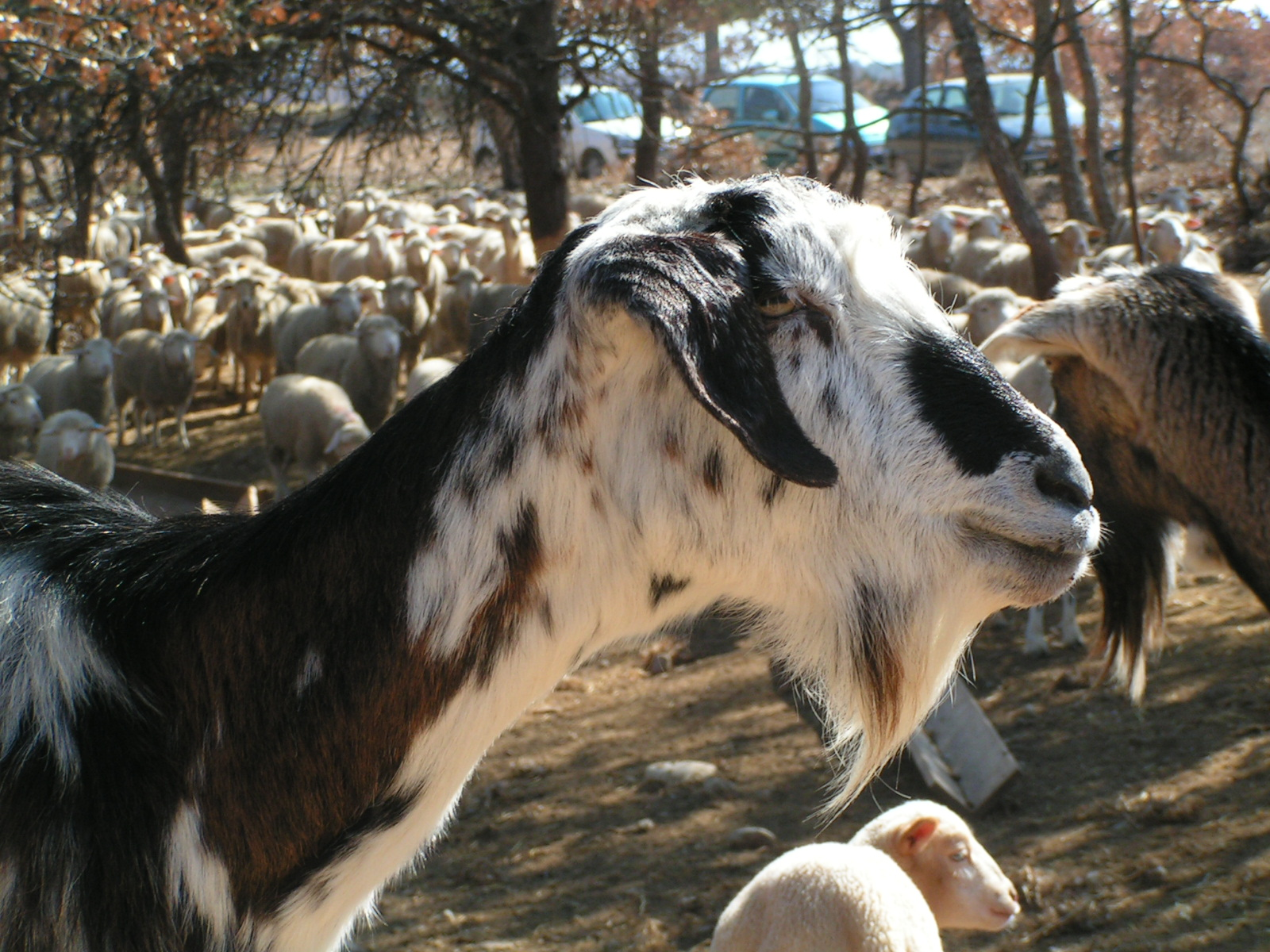
Chèvre provençale.

La provençale n'a pas de standard clairement établi, et n'a jamais été sélectionnée sur ces caractères morphologiques. C'est pourquoi on trouve une grande hétérogénéité parmi ses représentants, notamment quant à leur coloration. Ainsi, toutes les couleurs visibles habituellement chez les caprins sont possibles chez la provençale. Ce sont généralement des animaux d'assez grande taille, bien charpentés, avec une tête épaisse et de grosses oreilles longues et retournées à leur extrémité. Elles ont souvent un poil assez long sur le dos et sous le ventre.

## Aptitudes
La chèvre provençale est une race à vocation laitière, qui a une production assez intéressante qui atteint en moyenne 497 kg par lactation de 247 jours pour les animaux inscrits au contrôle laitier. Par ailleurs, elle exprime son potentiel assez tard, généralement à partir de la troisième lactation, et a une très bonne longévité de production. Son lait présente des taux tout à fait corrects, avec un taux protéique de 30 g/kg en moyenne et un taux butyreux de 36,6 g/kg. Il a donc un potentiel fromager intéressant, et la race a été incluse au cahier des charges de l'AOC Banon.
La provençale valorise les parcours et les parcs de sa région, très sèche l'été, et y valorise une végétation assez pauvre, composée notamment d'arbustes et de certaines plantes résistantes à la sècheresse comme l'aphyllanthe de Montpellier.

## Élevage
La chèvre provençale est utilisée dans des systèmes très extensifs, où les apports de concentrés sont limités au maximum. Elle valorise du mieux qu'elle peut les parcours de montagne sèche sur lesquels les éleveurs les emmènent durant la journée. La journée de marche se finit parfois par un passage en plaine sur une parcelle à la végétation plus appétante pour améliorer tout de même la qualité de la ration apportée.

## Sauvegarde
Cette race qui a failli disparaître est reprise en main à partir de 1993 par une association d'éleveurs passionnés qui s'attachent dès lors à lui redonner un second souffle. Elle a depuis été reconnue comme race à part entière par le ministère de l'agriculture. Grâce aux efforts de promotion de l'association, la provençale est devenue la race emblématique de l'AOC Banon, un fromage reconnu de la région. 

## Diffusion
Le berceau de la race se trouve dans la « Provence des collines », et est restée fidèle à cette région où elle est encore principalement localisée. Ainsi c'est le département des Alpes-de-Haute-Provence qui regroupe la majorité des effectifs. On trouve également une variété de la race dans la vallée de la Roya et quelques troupeaux dans les Alpilles.